# Holmtjärnen (Sorsele socken, Lappland, 726367-156637)
Holmtjärnen är en sjö i Sorsele kommun i Lappland och ingår i Umeälvens huvudavrinningsområde. Sjön har en area på 0,14 kvadratkilometer och ligger 539,3 meter över havet.

## Delavrinningsområde
Holmtjärnen ingår i det delavrinningsområde (726301-156647) som SMHI kallar för Mynnar i Harrträskbäcken. Medelhöjden är 528 meter över havet och ytan är 7,31 kvadratkilometer. Det finns inga avrinningsområden uppströms utan avrinningsområdet är högsta punkten. Vattendraget som avvattnar avrinningsområdet har biflödesordning 5, vilket innebär att vattnet flödar genom totalt 5 vattendrag innan det når havet efter 325 kilometer. Avrinningsområdet består mestadels av skog (96 procent). Avrinningsområdet har 0,14 kvadratkilometer vattenytor vilket ger det en sjöprocent på 3,8 procent.